# Pyrolobus fumarii
Pyrolobus fumarii – termotolerancyjny, beztlenowy jednokomórkowy mikroorganizm należący do Archaea, zbliżonych budową do bakterii.

## Odkrycie
Pyrolobus fumarii pierwszy zidentyfikował prof. Karl Stetter (Uniwersytet w Ravensburgu, Niemcy). Mikroorganizm ten został odkryty w ścianie komina hydrotermalnego na dnie Oceanu Atlantyckiego (środkowy Atlantyk, głębokość 3650 m).

## Wzrost
Pyrolobus fumarii wzrasta w temperaturze 90–113 °C i pH 4,0-6,5 (optymalnie 5,5) w ciśnienie 250 bar (25 000 kPa). Optymalna temperatura dla wzrostu wynosi 106 °C.

## Odżywianie
Odżywia się na drodze chemosyntezy, nie potrzebuje węgla organicznego jako źródła energii. Pozyskuje energię z oksydacji H2, jako akceptory elektronów wykorzystując NO3-, S2O22- i niskie stężenia tlenu (do 0,3%) zyskując odpowiedni NH4, H2S i wodę.

## Genom
Genom posiada długość około 1,85Mbp i zawiera około 2000 genów.
W sześć lat po znalezieniu Pyrolobus fumarii naukowcy Derek Lovley i Kazem Kashefi z University of Massachusetts zawiadomili o odkryciu bakterii, którą nazwali strain 121, ponieważ mogąc przetrwać w 121 °C przełamała ona prymat P. fumarii zwiększając o 8° temperaturę uważaną za górną granicę dla występowania życia.

## Zobacz jeszcze
- szczep 121
- Ekstremofil